# Julija Načalova
Julija Načalova, in russo Ю́лия Ви́кторовна Нача́лова?; (nata Julija Viktorovna; Voronezh, 31 gennaio 1981 – Mosca, 16 marzo 2019), è stata una cantante, attrice e presentatrice televisiva russa diventata famosa come star bambina.

## Biografia
Nachalova è nata nel 1981 a Voronezh in una famiglia di musicisti. Suo nonno, un conducente di mietitrebbia ed Eroe del lavoro socialista, suonava la fisarmonica e la balalaika. Entrambi i genitori di Nachalova erano musicisti professionisti che lavoravano alla Filarmonica di Voronezh. Nachalova ha imparato a cantare fin dalla nascita e si è esibita per la prima volta all'età di cinque anni nella Filarmonica.

## Carriera
Nachalova è diventata famosa in Russia come star bambina dopo la sua partecipazione al programma Morning Star di Channel One nel 1991. Riconoscendo il suo potenziale, la sua famiglia si è trasferita a Mosca. Nel 1992, ha presentato il programma musicale per bambini Tam-tam novosti.  All'età di 14 anni, Nachalova è volata a New York per partecipare al concorso musicale Big Apple-1995, dove ha vinto il Grand Prix. Ha affermato che una delle altre partecipanti al concorso era Christina Aguilera. Successivamente, ha pubblicato il suo album di debutto Akh shkola, shkola. Si è laureata presso il dipartimento pop-jazz del Gnessin Musical College.

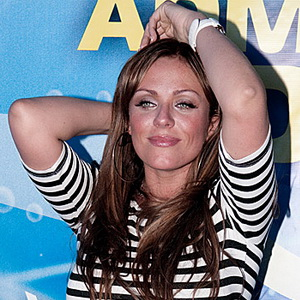
Nachalova nel 2010

Nel 2003, Nachalova è stata una delle partecipanti al game show d'avventura Last Hero 4: End Game.  È stata la terza partecipante ad essere espulsa dallo show il nono giorno. Nel 2004, ha collaborato con Premyer-Ministr alla canzone "Lyubov-raketa", che ha raggiunto il 24º posto nelle classifiche radiofoniche TopHit. 
Nel 2005, Nachalova ha pubblicato l'album Muzyka lyubvi e una ristampa del suo album del 1995. Da aprile 2005 a dicembre 2007, ha presentato lo spettacolo musicale Saturday Evening su RTR insieme a Nikolay Baskov. Nel 2006, Nachalova ha pubblicato due album, Davay pogovorim o lyubvi e Raznye pesni o glavnom. Nel 2009, ha fatto parte della giuria della versione per bambini di New Wave.
Nachalova andò negli Stati Uniti nel 2010 per registrare il suo ultimo e unico album in lingua inglese, Wild Butterfly, che non riuscì ad assicurarle una svolta al di fuori della Russia. Nel 2014, ha partecipato alla seconda stagione di One to One! su Russia-1. È rimasta nello show per quindici settimane, finendo infine quarta in classifica generale. Successivamente ha presentato il programma Two Voices su STS insieme a Dmitry Shepelev.

## Malattia e morte
Nachalova ha sofferto di problemi di salute a lungo termine a partire dal 2017, quando le è stata diagnosticata la gotta. In precedenza, nel 2007, aveva sofferto di insufficienza renale e setticemia dopo un intervento di chirurgia plastica fallito.
L'8 marzo 2019, durante una prova per un evento a Mosca, Nachalova svenne. Successivamente fu portata in ospedale. La sua situazione peggiorò e iniziò a manifestare una gangrena alle gambe.  Il 13 marzo, fu portata in coma artificiale mentre i medici le operavano le gambe.
Nachalova morì la mattina del 16 marzo 2019 a 28 anni. Il suo medico citò la morte come un incidente, affermando che morì per un'infezione in seguito all'operazione e sostenendo che le voci secondo cui Nachalova soffriva di lupus e diabete erano false. Il suo medico affermò che la morte di Nachalova era il risultato di un "elenco di eventi sfortunati", che includeva i suoi precedenti problemi di anoressia nervosa nei primi anni 2000.

### Dopo la morte
I critici notarono la Nachalova per la sua voce forte, ma affermarono anche che aveva un repertorio debole e generalmente sconosciuto. La sua canzone più famosa fu Geroy moego romana, considerata la sua canzone distintiva.
Dopo la sua morte, Russia-1 e Channel One Russia hanno realizzato diverse trasmissioni per commemorare la sua morte con colleghi e amici che raccontavano i loro ricordi su Nachalova. Il 23 marzo 2019, il talk show musicale Hello, Andrey! ha trasmesso un episodio in nome della sua morte. Quattro settimane dopo, il 27 aprile 2019, Hello, Andrey! ha tenuto un secondo episodio incentrato sulla sua morte. Il 18 marzo, un giorno prima della sua morte, Russia-1 ha trasmesso un episodio Live on Air intitolato Le ultime 24 ore di Yulia Nachalova e tre giorni più tardi, un altro spettacolo dopo la sua sepoltura a Mosca. Let Them Talk ha trasmesso un totale di cinque episodi sulla malattia di Nachalova e sulla successiva morte.
Nel 2020, il padre e la zia di Nachalova hanno pubblicato una raccolta di lettere di Yulia Nachalova.
Nel 2021, Channel One Russia ha prodotto e trasmesso una serie di documentari in tre parti sulla sua vita intitolata Prolonged History of Yulia Nachalov.

## Vita privata
Nachalova è stata sposata con il cantante Dmitry Lanskoy (Premyer-Ministr) dal 2001 al 2004. Dal 2006 al 2011 è stata sposata con Evgeni Aldonin. Hanno avuto una figlia, Vera Aldonina (nata il 1º dicembre 2006).  Dopo il divorzio, Nachalova ha vissuto con il giocatore di hockey professionista Alexander Frolov dal 2011 al 2016.

## Discografia
- 1995 - Aj, shkola, shkola
- 2005 - Muzyka liubví
- 2006 - Davái pogovorim o liubví
- 2006 - Raznie pesni o glávnom
- 2008 - Luchschiye pesani. Pesni Yuli e Víktora Nachálovij

## Filmografia
- Gueroi yeio Romana (2001)
- Dlia Nevesty Bomb (2004)
- I tre moschettieri (2005)